# Ричаганих
Ричаганих (чамал. Гьинхе) — село в Цумадинском районе Дагестана Российской Федерации. Входит в состав сельского поселения Цумадинский сельсовет.

## Географическое положение
Расположено в 3,5 км к северу от центра сельского поселения — села Цумада и в 7 км к юго-западу от районного центра — села Агвали.

## Население
| 1869 | 1888 | 1895 | 1926 | 1939 | 1970 | 1989 |
| ---- | ---- | ---- | ---- | ---- | ---- | ---- |
| 188  | ↗278 | ↗324 | ↘172 | ↗178 | ↗237 | ↘139 |
| 2002 | 2003 | 2004 | 2007 | 2010 | 2021 |      |
| ↗224 | →224 | ↘209 | ↗229 | ↘175 | ↗238 |      |

Ричаганих - одно из чамалалских сел в Цумадинском районе. По данным Всероссийской переписи населения 2010 года в селе проживало 175 человек.